# Didier van Eyll
Jhr. Didier Marie Maurice Alard Ghislain van Eyll (Les Waleffes, 26 september 1943) is een voormalig Belgisch politicus.

## Levensloop
Van Eyll is de zoon van baron Adrien van Eyll (1907-1985) en van Geneviève de Woot de Trixhe (1919-2000). Hij was getrouwd met Marie-Paule Brixhe, met wie hij vier zoons heeft gekregen, waarvan de jongste drie een drieling zijn.
Hij werd licentiaat Romaanse talen en doceerde aan het Institut Saint-Louis in Brussel, waarvan hij tussen 1985 en 1992 eveneens directeur is geweest.

## Politieke mandaten
Van Eyll was een van de stichtende leden van de politieke partij Front des Francophones (FDF). Van 1972 tot 1989 zetelde hij voor deze partij in de Brusselse Agglomeratieraad en van 1974 tot 1982 was hij lid van de Nationale Schoolpactcommissie. Ook zetelde hij in 1981 enkele maanden voor het arrondissement Brussel in de Kamer van volksvertegenwoordigers als opvolger van de overleden François Persoons, van 1989 tot 2004 in het Brussels Hoofdstedelijk Parlement en van 1995 tot 2004 in het Parlement van de Franse Gemeenschap. Tevens was hij van 1991 tot 1995 staatssecretaris in de Brusselse Hoofdstedelijke Regering.
Hij werd eveneens verkozen tot gemeenteraadslid van Etterbeek, waar hij van 1976 tot 1988 en van 2000 tot 2012 schepen was. In 2009 en 2010 liet Van Eyll als schepen van Leefmilieu bijenkorven plaatsen teneinde de biodiversiteit in de gemeente te stimuleren. Begin 2012 liet hij drie bijenkorven plaatsen op het dak van het gemeentehuis. In oktober 2012 was hij kandidaat voor de gemeenteraadsverkiezingen op de lijst aangevoerd door de liberale burgemeester Vincent De Wolf. Hij werd hierdoor uit het FDF gezet. Hij werd als gemeenteraadslid herkozen, maar besloot het mandaat niet op te nemen.
Van 1981 tot 1989 was en sinds 2000 is hij voorzitter van het Cultureel Centrum Leopold Senghor in Etterbeek.